# Henning von Boehmer
 (mai 2019).
Si vous disposez d'ouvrages ou d'articles de référence ou si vous connaissez des sites web de qualité traitant du thème abordé ici, merci de compléter l'article en donnant les références utiles à sa vérifiabilité et en les liant à la section « Notes et références ».
Pour les articles homonymes, voir Boehmer.
(Justus) Henning von Boehmer, né le 16 août 1943 à Wriezen/Brandebourg, Allemagne, est un auteur allemand, éditeur, avocat au barreau et journaliste à Düsseldorf.

## Éducation
Henning von Boehmer a suivi une formation scolaire classique (latin, grec) au pensionnat Birklehof à Hinterzarten près de Fribourg-en-Brisgau et au Görres-Gymnasium à Coblence, où il a passé son baccalauréat en 1963. Ensuite, il a fait ses études en droit allemand, français et américain aux universités de Kiel et Bonn (Allemagne), Genève (Suisse), Lyon et Toulouse (France) et à New York (États-Unis). Il a passé les deux examens d’État en droit en 1967 et en 1971 à Düsseldorf. Depuis 1970 il est titulaire d’un doctorat (Dr. jur.) de l’Université rhénane Frédéric-Guillaume de Bonn avec une these sur le droit français. En 1972 il a reçu le diplôme d´un LL.M. (Master of Laws) par l’Université de New York.

## Carrière
En 1972, von Boehmer s’est inscrit comme avocat au barreau de Düsseldorf et plus tard comme avocat spécialisé en droit fiscal. De 1975 à 1980, il était conseiller juridique d’un groupe de sociétés de construction britannique en Allemagne et comme chef du département juridique, fiscales et ressources humaines dans un groupe de sociétés de construction allemande. Ensuite, il fut nommé directeur du Wirtschaftsrat der CDU e.V. (Conseil économique du parti Union chrétienne-démocrate d'Allemagne). De 1983 à 1995, il était Secrétaire Général de la Chambre de commerce internationale – Allemagne (ICC). Depuis cette date, il travaille à Düsseldorf comme consultant pour des grands cabinets d’avocats internationaux et comme journaliste économique indépendant.
Von Boehmer était président du conseil d’administration de la DTB Stillhalter SICAV, un Futures and Options Fund à Luxembourg, promouvé par la Banque Sal. Oppenheim jr. & Cie. Il est cofondateur de la Deutsch-Amerikanische Juristenvereinigung e.V. (Association des juristes allemand-américains), membre du Deutsch-Französischer Kreis e.V. (Cercle franco-allemand), membre de l’Industrie Club Düsseldorf e.V., et membre du Conseil consultatif de la Zentrale zur Bekämpfung unlauteren Wettbewerbs (Centre contre la concurrence déloyale). Il est également membre de la General Society of Mayflower Descendants aux États-Unis. Finalement, il est cofondateur et membre de la section allemande de la Fondation de Jérusalem.
Von Boehmer est l’auteur et éditeur de plusieurs livres et l’auteur d’un grand nombre d’articles publiés dans des journaux allemands (Handelsblatt, Die Welt, Welt am Sonntag) sur la politique économique internationale et sur les différentes formes d’investissements nationales et internationales.

## Famille
Von Boehmer descend d’une famille prussienne d’universitaires et d’avocats avec le nom de Böhmer ou von Boehmer. L’origine de la famille remonte à l’époque autour de 1600. Parmi ses ancêtres les plus éminents sont Justus Henning Boehmer (1674–1749), directeur de l'université à Halle-sur-la Saale, aujourd'hui Université Martin-Luther de Halle-Wittenberg et probablement l’universitaire le plus important aux XVIIe – XVIIIe siècles, spécialisé en droit ecclésiastique protestant, et Johann Samuel Friedrich von Boehmer (1704–1772), directeur de l’université à Francfort-sur-l’Oder, aujourd’hui Université européenne Viadrina et un des grands experts en droit pénal au XVIIIe siècle. En 1770, celui-ci a été anobli pour ses mérites par Frédéric II de Prusse.
Son oncle Hasso von Boehmer (1904–1945), lieutenant-colonel dans l’État-major de l’armée allemande, était un des conjurés militaires participant au complot du 20 juillet 1944 contre Adolf Hitler. Après l’échec de l’attentat, Hasso a été exécuté en 1945 à Berlin à la Prison de Plötzensee.
Le père de Henning von Boehmer, Thilo von Boehmer (1911–1997), était, entre autres, PDG de la société Gebr. Poensgen AG à Düsseldorf. Il a été marié avec Brigitte Poensgen (1922–1986), fille de Helmuth Poensgen à Düsseldorf (1887–1945), membre du comité directeur du groupe d’entreprises sidérurgiques Vereinigte Stahlwerke AG et descendant de la famille d’entrepreneur rhénan Poensgen. Le grand-père maternel Bodo Borries von Ditfurth (1852–1915) avait été délégué par l’Empereur allemand Guillaume II d'Allemagne à l’Empire ottoman et avait servi pendant dix ans à Constantinople sous le sultan Abdülhamid II comme général ottoman. Grâce à sa grand-mère paternelle Marie Barbara Rennie, Henning on Boehmer est descendant (en douzième génération) du premier gouverneur William Bradford (1590–1657), qui avait émigré en 1620 avec les « Pères pèlerins » sur le navire Mayflower d’Angleterre à Plymouth (Massachusetts). En tant que descendant Von Boehmer est membre de la prestigieuse General Society of Mayflower Descendants.

## Travaux (sélection)
- (de) La clause de réserve de propriété et d’autres moyens de la protection du crédit dans des livraisons franco-allemandes, Bonn: Université de Bonn, 1970, 247 pages. DNB 482 032 693 [présentation en ligne]
- (en) Licenciement des employés en droit allemand et en droit américain, New York: Thèse de maîtrise, New York University (NYU), 1971, Bibliothèque.
- (en) La loi anti-trust (cartel) allemand, Bonn: Verlag Informationen für die Wirtschaft GmbH, 1981  (ISBN 3-922335-05-5).
- (de) Les entreprises allemandes aux États-Unis, Stuttgart: Schäffer Pöschel Verlag, 1988  (ISBN 3-8202-0454-7), DNB 890 102 147
- (de) Les entreprises allemandes dans les Pays Arabes du Golfe, Stuttgart: Schäffer Pöschel Verlag, 1990  (ISBN 3-8202-0596-9), DNB 901 335 304 [présentation en ligne]
- (de) Les entreprises allemande en France, Stuttgart: Schäffer Pöschel Verlag, 1991  (ISBN 3-8202-0654-X), DNB 911 205 144 [présentation en ligne]
- (de) Les entreprises allemandes en Italie, Stuttgart: Schäffer Pöschel Verlag, 1993  (ISBN 3-8202-0692-2), DNB 921 104 839